# Луч (литературная студия)
Литературная студия «Луч» — литературная студия, работающая при МГУ им. М. В. Ломоносова с осени 1968 года. Бессменный руководитель студии — писатель и историк Игорь Волгин.
Участниками студии в разные годы были такие известные в дальнейшем литераторы, как Евгений Витковский, Сергей Гандлевский, Александр Сопровский, Алексей Цветков, Бахыт Кенжеев, Евгений Бунимович, Наталия Ванханен, Евгения Славороссова, Дмитрий Быков, Юлий Гуголев, Вера Павлова, Вадим Степанцов и другие. Группа «Московское время» и Орден куртуазных маньеристов сформировались в студии «Луч» соответственно в 1970-е и 1980-е гг.